# Encostas de Aire
Les Encostas de Aire sont une appellation d'origine (DOC) portugaise dans les terroirs viticoles de concelhos de Batalha, Porto de Mós, Ourém et une partie de ceux de l'Alcobaça et de Caldas da Rainha,  district de Leiria. La zone de production est divisée en deux sous-régions : Alcobaça et Ourém

## Types de vin
Les vins sont vinifiés en blanc ou en rouge. 

## Encépagement
- Cépages rouges : Tinta roriz, Castelão (ou Periquita), Tinta miúda, Touriga nacional et Trincadeira (Tinta amarela).
- Cépages blancs : Fernão Pires (Maria Gomes), Ratinho, Tamarez et Vital.